# Berat Özdemir
Berat Ayberk Özdemir (Kayseri, 23 maggio 1998) è un calciatore turco, centrocampista dell'İstanbul Başakşehir in prestito dall'Al-Ettifaq.

## Caratteristiche tecniche
È un centrocampista centrale.

## Carriera

### Club
Cresciuto nel settore giovanile del Gençlerbirliği, nel gennaio 2017 è stato ceduto in prestito dall'Hacettepe dove è rimasto per una stagione e mezza collezionando 37 presenze in TFF 2. Lig.
Rientrato al club rossonero, ha trascorso la stagione 2018-2019 principalmente da riserva conquistando la promozione nella massima serie turca al termine del campionato. Il 17 agosto 2019 ha debuttato in Süper Lig disputando l'incontro perso 1-0 contro il Çaykur Rizespor.
Il 5 gennaio 2021 firma un contratto quinquennale con il Trabzonspor. A fine stagione porta a casa il suo primo trofeo, il campionato turco.
Dopo una sola stagione in maglia rossoblù, il 9 agosto 2022, passa ufficialmente all'Al-Ettifaq, firmando un contratto triennale, valido fino al 30 giugno 2025. Il 4 settembre 2023 torna in Turchia dopo un anno in Arabia Saudita, sempre al Trabzonspor, in prestito annuale.

### Nazionale
Dopo aver precedentemente giocato anche con le nazionali Under-19 ed Under-21, nel 2021 ha giocato 3 partite con la nazionale maggiore turca.

## Palmarès

### Club

#### Competizioni nazionali
- Campionato turco: 1

Trabzonspor: 2021-2022
- Supercoppa di Turchia: 1

Trazbonspor: 2022